# Hayneville
Hayneville is een plaats (town) in de Amerikaanse staat Alabama, en valt bestuurlijk gezien onder Lowndes County.

## Demografie
Bij de volkstelling in 2000 werd het aantal inwoners vastgesteld op 1177.
In 2006 is het aantal inwoners door het United States Census Bureau geschat op 1118, een daling van 59 (-5,0%).

## Geografie
Volgens het United States Census Bureau beslaat de plaats een oppervlakte van
4,8 km², geheel bestaande uit land. Hayneville ligt op ongeveer 74 m boven zeeniveau.

## Plaatsen in de nabije omgeving
De onderstaande figuur toont de plaatsen in een straal van 32 km rond Hayneville.